# 威廉·西罗基
威廉·西罗基（捷克語：Viliam Široký，1902年5月31日—1971年10月6日），是捷克斯洛伐克共产党早期领导人之一，为捷克斯洛伐克总理。
1953年至1963年，担任捷克斯洛伐克总理。1945年至1954年，担任斯洛伐克共产党领导人。

## 荣誉
- 克莱门特·哥特瓦尔德勋章（1955年5月7日，1962年5月30日）[2]
- 大十字级波兰复兴勋章（1947年7月5日）[3]